# Plato và con thú mỏ vịt bước vào quán bar
Plato và con thú mỏ vịt bước vào quán bar là cuốn sách giải thích các khái niệm cơ bản của triết học thông qua các mẩu truyện cười. Thomas Wilson Cathcart và Daniel Martin Klein, tốt nghiệp ngành triết tại Harvard, cộng tác thực hiện cuốn sách. Plato và con thú mỏ vịt bước vào quán bar nhanh chóng bán chạy và lọt vào hàng ngũ bestseller sau khi phát hành. Quyển sách này được dịch ra 25 ngôn ngữ và lọt vào danh sách bán chạy nhất (bestseller) tại Mỹ, Pháp và Israel.
Sách xem xét các thể loại cổ điển của triết học, với các khái niệm được giải thích hoặc minh họa bằng các truyện cười.

## Tổng quát
Trong một cuộc phỏng vấn với người dẫn chương trình NPR Liane Hansen, Klein nói rằng khi ông và Cathcart học triết học tại trường đại học, họ nhận thấy nhiều điểm tương đồng giữa truyện cười và triết học, từ đó dẫn đến ý tưởng cho cuốn sách. Ông hy vọng độc giả của cuốn sách bỏ cuốn sách qua một bên "với một nền tảng tốt" về chủ đề này, nói rằng "nó giống như Triết học 101"

## Tóm tắt
Cuốn sách được chia thành nhiều chương, mỗi chương đề cập đến một nhánh triết học khác nhau, chẳng hạn như Siêu hình học hoặc Nhận thức luận. Mỗi chương mở đầu cuộc khám phá một loạt các khái niệm liên quan đến nhánh triết học, thường bắt đầu bằng phần mô tả khái niệm, một truyện cười và giải thích truyện cười đó. Ở đầu và cuối mỗi chương, luôn có một đoạn nói đùa giữa hai nhân vật tên là Dimitri và Tasso.

### Trích sách
"Một anh chàng đi công tác về nhà và thấy vợ mình trên giường, vẻ mặt lo lắng. Anh ta mở tủ để treo áo khoác và thấy người bạn thân nhất của mình đang đứng đó, trần truồng. Anh ta sửng sốt hỏi " Lenny , Cậu đang làm gì ở đây?"
Lenny nhún vai và nói, "Mọi người đều phải ở một nơi nào đó chứ!."

Trong chuyện cười này, Lenny đang đưa ra câu trả lời theo kiểu Hegel cho một câu hỏi hiện sinh. Câu hỏi là về các hoàn cảnh hiện sinh ở hiện tại và hiện tại, nhưng câu trả lời là từ một điểm xuất chúng phổ quát, cái mà Hegelian Bette Midler sau gọi là “nhìn thế giới từ xa”.

## Đón nhận
Trong một bài đánh giá cho Philosophy Now, Tim Madigan đánh giá cuốn sách là "một niềm vinh hạnh được đọc", nói rằng những câu chuyện cười "minh họa một cách đáng xấu hổ nhiều điểm chính của triết học" trong khi đặt câu hỏi liệu nó và những cuốn sách tương tự có "giải thích đầy đủ" không, ông vẫn đề nghị đọc nó. 

## Phần tiếp theo
Phần tiếp theo, Aristotle và con lợn đất đi đến Washington, được xuất bản vào ngày 1 tháng 1 năm 2008, và sử dụng cùng cấu trúc và chủ đề của cuốn sách đầu tiên để khám phá nhiều kiểu ngụy biện logic, sử dụng các tuyên bố của các nhân vật chính trị nổi tiếng của Mỹ làm ví dụ.